# 虢公翰
虢公 翰（かくこう かん、生没年不詳）は、西虢の君主で、周の王族。清の梁玉縄は、『古今人表考』で虢公翰を虢石父の子と見なせるとしている。
紀元前771年、周の幽王が犬戎のために殺害された。申侯・曾侯および許の文公ら東方の諸侯は申国で周の太子の宜臼を擁立し、これを平王とした。いっぽう虢公翰は戎狄と連合し、携の地で王子余臣を擁立し、これを携王として、周の平王と対抗させた。ここに周の王室の「二王并立」の分裂局面をもたらした。